# Fyrstegsprincipen
Fyrstegsprincipen är ett förhållningssätt för planering inom transportsystemet som innebär att möjliga förbättringar i transportsystemet ska prövas stegvis. Principen lanserades ursprungligen inom Vägverket 1997 för att bättre hushålla med investeringsmedlen men idag lyfts principen upp som en metod att minska trafikens negativa effekter på exempelvis trängsel, luftkvaliteten och klimatet. I Sverige ska den användas för att motivera om- och nybyggnader av väg, järnväg och flygplatser.

## Stegen
De fyra stegen innebär att trafikåtgärder ska analyseras i följande ordning:
- Steg 1. Åtgärder som påverkar transportefterfrågan och val av transportsätt

Detta omfattar planering, styrning, reglering, påverkan och informationskampanjer för att minska transportefterfrågan eller föra över resor och transporter till effektivare transportslag. 
- Steg 2. Åtgärder som ger effektivare utnyttjande av befintligt vägnät

Detta steg är insatser planering och påverkan för att använda befintligt vägnät effektivare, säkrare och miljövänligare. Bussfiler på trafikintensiva gator är exempel på åtgärder inom detta steg.
- Steg 3. Mindre vägförbättringsåtgärder

Omfattar förbättringsåtgärder och ombyggnader i befintligt sträckning till exempel trafiksäkerhetsåtgärder eller bärighetsåtgärder. Mötesfria vägar med wireräcken är exempel på åtgärder inom detta steg.
- Steg 4. Nyinvesteringar och större ombyggnadsåtgärder

Omfattar om- och nybyggnadsåtgärder som ofta tar ny mark i anspråk, till exempel nya vägsträckningar.

## Mobility management
Steg 1 och 2 kallas i Sverige och internationellt också för Mobility management-åtgärder. De handlar att på olika sätt effektivisera användandet av transporter och infrastruktur. Syftet är att påverka resan eller transporten innan den börjat. 
Mobility management är enligt en officiell definition hämtad från EU-projektet MOMENTUM:
Ett efterfrågeorienterat angreppssätt för att påverka person- och godstransporter genom att
* uppmuntra användandet av miljöanpassade färdsätt
* förbättra hållbar tillgänglighet för alla människor och organisationer
* öka effektiviteten i transporter och markanvändning
* minska trafiken genom att begränsa antal, reslängd och behov av motoriserat resande.
Mobility management är alltså inte ett universalmedel som ersätter eller utesluter tekniska lösningar. Mobility management är snarare ett komplement; ett förstärkningsmedel som får nya eller befintliga tekniska lösningar att ge större effekt. Att Mobility management ibland helt kan eliminera behovet av ny infrastruktur är en bonus, inte en regel. Mobility management kan ses som mjukvaran (kunskaps-, attityd- och beteendepåverkan) som gör att vi får ett bättre utnyttjande av hårdvaran (fysiska åtgärder).